# Ultimátum
Az ultimátum (latinul: az utolsó) olyan fenyegetéssel kísért követelés, amelynek teljesítését meghatározott időhöz kötik.
Általában több kérés utáni végső követelés szokott lenni és mint ilyen, a rendelkezésre álló idő többnyire rövid, maga a követelés pedig nem lehet további tárgyalások témája.
Az ultimátumot alátámasztó fenyegetés a követeléstől és a körülményektől függően többféle lehet. Gyakori fenyegetések például:
- a diplomáciában az ultimátumot benyújtó fél fenyegethet háborúval, katonai akciókkal, szankciók (például a kereskedelmi embargó) életbe léptetésével
- túszejtés esetén a túszejtők fenyegethetnek a túszok kivégzésével, a hatóságok pedig azok erőszakos kiszabadításával.

A hétköznapi életben is előfordulhatnak ultimátumok, úgymint:
- jogi eljárásokban (például vádalku felkínálása büntetéssel fenyegetés mellett)
- az üzleti életben (például az egyik fél egy bizonyos árat követel, különben felbontja a szerződést)
- személyes kapcsolatokban (például válással fenyegetés, amennyiben a házastárs nem vet véget házasságon kívüli kapcsolatának)